# Витал да Силва, Андерсон
Андерсон Витал да Силва более известный, как Деде (исп. Anderson Vital da Silva; родился 1 июля 1988 года в Волта-Редонда, штат Рио-де-Жанейро) — бразильский футболист, центральный защитник.

## Клубная карьера
Деде воспитанник клуба «Волта-Редонда». В 2009 году Деде был отдан в аренду с правом последующего выкупа в «Васко да Гама». В начале 2010 года защитник не появлялся на поле, но в матче Кубка Бразилии против «Витории», из-за большого количества травмированных защитников тренер предоставил шанс Деде. Он показал уверенную игру и постепенно завоевал место основного защитника в команде.
В октябре 2010 года Деде продлил соглашение с клубом до конца 2014 года. 5 декабря 2010 года в матче против «Сеары», защитник забил свой первый гол за клуб. В этом же году по итогам сезона он удостоился звания лучшего центрального защитника чемпионата Бразилии. В 2011 году он образовал дуэт с Андерсоном Мартинсом, благодаря усилиям этой связки, «Васко» выиграл Кубок, а оба футболиста были выбраны Лучшими центральными защитниками Лиги Кариока. 19 ноября Деде провёл свой 100-й матч за «Васко», против «Университарио», игра завершилась победой бразильцев 5:2, а Деде забил два гола и отдал одну результативную передачу.
К 2012 году Деде стал одним из самых культовых игроков в среде болельщиков «Васко». Их любовь к «Мифу» (прозвище игрока) выразилась даже в том, что в голосовании, в котором определялись 100 величайших бразильцев всех времён, Деде занял 63-е место, опередив, в частности, добившихся куда больших достижений Ромарио (92-е место), Роналдиньо (82-е), Сократеса (80-е) и Гарринчу (73-е). Однако ещё в ходе сезона стали появляться многочисленные слухи по поводу ухода Деде в другую команду.
18 декабря 2012 года московский «Спартак» и «Коринтианс» проявили заинтересованность в приобретении Деде. Наиболее успешным в переговорах по переходу Деде оказался «Крузейро». 2 марта 2013 года Деде провёл последний матч за «Васко» в рамках Лиги Кариоки. 17 апреля «Крузейро» объявил о покупке прав на Деде за 14 миллионов реалов (около 7 млн долларов США), что стало одной из самых дорогих сделок в истории трансферов между бразильскими клубами. Защитник сборной Бразилии подписал контракт сроком на четыре года. Главной причиной продажи Деде стало плохое финансовое состояние «Васко».
В феврале 2016 года Деде перенёс сложную операцию на колене, из-за чего пропустил весь сезон. По прогнозам врачей, защитник может вернуться на поле в феврале 2017 года.
В конце 2010-х годов игрок испортил свою репутацию тем, что постоянно вёл судебные разбирательства с «Крузейро», при этом практически не появляясь на поле. Он также потерял место в сборной Бразилии.
В 2022 году, спустя более чем двухлетнего перерыва, Деде возобновил карьеру футболиста, подписав краткосрочный контракт с «Понте-Претой», а затем перейдя в «Атлетико Паранаэнсе».

## Международная карьера
25 июля 2011 года Деде был вызван тренером сборной Бразилии Мано Менезесом, на товарищеский матч против сборной Германии, но на поле так и не вышел. 14 сентября принял участие в «Южноамериканском Суперклассико» против сборной Аргентины.

## Достижения
- Чемпион штата Минас-Жерайс (2): 2014, 2018
- Чемпион Бразилии (2): 2013, 2014
- Победитель Серии B чемпионата Бразилии (1): 2009
- Чемпион Кубка Бразилии (3): 2011, 2017, 2018